# Elgonidium leleupi
Elgonidium leleupi là một loài bọ cánh cứng trong họ Anthicidae. Loài này được Basilewsky miêu tả khoa học năm 1954.